# Ternstroemia barkeri
Ternstroemia barkeri är en tvåhjärtbladig växtart som beskrevs av Erik Leonard Ekman och O. Schmidt. Ternstroemia barkeri ingår i släktet Ternstroemia och familjen Pentaphylacaceae. Inga underarter finns listade i Catalogue of Life.